# سينثيا ستون
سينثيا ستون (بالإنجليزية: Cynthia Stone)‏ هي ممثلة أمريكية، ولدت في 26 فبراير 1926 في بيوريا في الولايات المتحدة، وتوفيت في 26 ديسمبر 1988 في ميامي بيتش في الولايات المتحدة بسبب مرض.

## وصلات خارجية
- سينثيا ستون على موقع IMDb (الإنجليزية)
- سينثيا ستون على موقع قاعدة بيانات الفيلم (الإنجليزية)